# Dhahran
Dhahran (árabe الظهران aẓ-Ẓahrān) es una ciudad de Arabia Saudita de la provincia Oriental, y principal centro administrativo de la industria petrolífera. En Dhahran se encontró petróleo en 1931 y en 1935 se abrió el primer pozo. Está situada a 15 km al sur de Dammam. 
Su población en 1950 era de unos 7.000 habitantes. En 2004 la población metropolitana era de 97.446 habitantes y en la ciudad de 11.300; la mayoría son sauditas, residentes de países árabes y trabajadores de países asiáticos como Filipinas, Pakistán, India, Bangladés, Indonesia, etc., con algunos occidentales. Es la sede de la compañía Saudi Aramco (antes llamada ARAMCO), la compañía de petróleo más grande y con más reservas del mundo. Los barrios más conocidos son los de Hay Al-Doha (حي الدوحه) y Hay Al-Dana (حي الدانة), que cuentan con edificios para los empleados de la compañía Saudi Aramco.
La ciudad dispone de un aeropuerto internacional, que se construyó en 1946 como aeródromo y que hoy es base de la Fuerza Aérea Saudita; el nuevo aeropuerto Rey Fadh lo ha substituido para vuelos comerciales y de transporte, y da servicio a toda el área que incluye Dammam y al-Khobar.
Como dato curioso, en esta ciudad se registró la mayor sensación térmica jamás registrada, de 79,9 °C el día 8 de julio, del 2003, debido a la combinación de 42 °C con la humedad relativa de 68%, lo que ocasionó dicha sensación térmica.

## Historia
Dhahran fue fundada en 1938 a causa del petróleo descubierto en sus cercanías. Un misil iraquí explotó en Dhahran el 2 de febrero de 1991 durante la primera guerra del Golfo y mató a 28 soldados estadounidenses. En 2005 se convocaron elecciones municipales para elegir el consejo de la ciudad.